# Arrondissement di Bar-le-Duc
L'arrondissement di Bar-le-Duc è una suddivisione amministrativa francese, situata nel dipartimento della Mosa e nella regione del Grand Est.

## Composizione
L'arrondissement di Bar-le-Duc raggruppa 109 comuni in 9 cantoni:
- cantone di Ancerville, che riunisce

Ancerville, Aulnois-en-Perthois, Baudonvilliers, Bazincourt-sur-Saulx, Brillon-en-Barrois, Cousances-les-Forges, Haironville, Juvigny-en-Perthois, Lavincourt, L'Isle-en-Rigault, Montplonne, Rupt-aux-Nonains, Saudrupt, Savonnières-en-Perthois, Sommelonne, Stainville e Ville-sur-Saulx.
- cantone di Bar-le-Duc-Nord, che riunisce

Bar-le-Duc (frazione di comune), Fains-Véel e Longeville-en-Barrois.
- cantone di Bar-le-Duc-Sud, che riunisce

Bar-le-Duc (frazione di comune), Combles-en-Barrois, Robert-Espagne, Savonnières-devant-Bar e Trémont-sur-Saulx.
- cantone di Ligny-en-Barrois, che riunisce

Chanteraine, Givrauval, Guerpont, Ligny-en-Barrois, Loisey-Culey, Longeaux, Maulan, Menaucourt, Naix-aux-Forges, Nançois-sur-Ornain, Nant-le-Grand, Nantois, Nant-le-Petit, Saint-Amand-sur-Ornain, Salmagne, Silmont, Tannois, Tronville-en-Barrois, Velaines e Willeroncourt.
- cantone di Montiers-sur-Saulx, che riunisce

Biencourt-sur-Orge, Le Bouchon-sur-Saulx, Brauvilliers, Bure, Couvertpuis, Dammarie-sur-Saulx, Fouchères-aux-Bois, Hévilliers, Mandres-en-Barrois, Ménil-sur-Saulx, Montiers-sur-Saulx, Morley, Ribeaucourt e Villers-le-Sec.
- cantone di Revigny-sur-Ornain, che riunisce

Andernay, Beurey-sur-Saulx, Brabant-le-Roi, Contrisson, Couvonges, Laimont, Mognéville, Nettancourt, Neuville-sur-Ornain, Rancourt-sur-Ornain, Remennecourt, Revigny-sur-Ornain, Val-d'Ornain, Vassincourt e Villers-aux-Vents.
- cantone di Seuil-d'Argonne, che riunisce

Autrécourt-sur-Aire, Beaulieu-en-Argonne, Beausite, Brizeaux, Èvres, Foucaucourt-sur-Thabas, Ippécourt, Lavoye, Nubécourt, Pretz-en-Argonne, Seuil-d'Argonne, Les Trois-Domaines e Waly.
- cantone di Vaubecourt, che riunisce

Chaumont-sur-Aire, Courcelles-sur-Aire, Érize-la-Petite, Les Hauts-de-Chée, Laheycourt, Lisle-en-Barrois, Louppy-le-Château, Noyers-Auzécourt, Rembercourt-Sommaisne, Sommeilles, Vaubecourt e Villotte-devant-Louppy.
- cantone di Vavincourt, che riunisce

Behonne, Chardogne, Érize-la-Brûlée, Érize-Saint-Dizier, Géry, Naives-Rosières, Raival, Resson, Rumont, Seigneulles e Vavincourt.